# Camarade
Camarade é uma comuna francesa na região administrativa de Occitânia, no departamento de Ariège.